# Журавское сельское поселение (Воронежская область)
Журавское сельское поселение — муниципальное образование в Кантемировском районе Воронежской области.
Административный центр — село Журавка.

## Административное деление
Состав поселения:
- село Журавка,
- хутор Казимировка,
- село Касьяновка,
- посёлок Охрового Завода,
- село Пасюковка.

## Население
| 2010  | 2012  | 2013  | 2014  | 2015  | 2016  | 2017  |
| ----- | ----- | ----- | ----- | ----- | ----- | ----- |
| 2239  | ↘2170 | ↘2127 | ↘2091 | ↘2047 | ↘2028 | ↘2019 |
| 2018  |       |       |       |       |       |       |
| ↘1958 |       |       |       |       |       |       |